# Ryssbräken
Ryssbräken (Diplazium sibiricum), är en ormbunkeart som beskrevs av Turcz. och Gustav Kunze och fick sitt nu gällande namn av Satoru Kurata.
Diplazium sibiricum ingår i släktet Diplazium, ryssbräknar, och familjen Athyriaceae, majbräkenväxter. Ryssbräken är den enda art av detta stora släkte som växer vild i Sverige.

## Underarter
Arten delas in i följande underarter:
- Diplazium sibiricum himalaicum
- Diplazium sibiricum sibiricum

## Bildgalleri

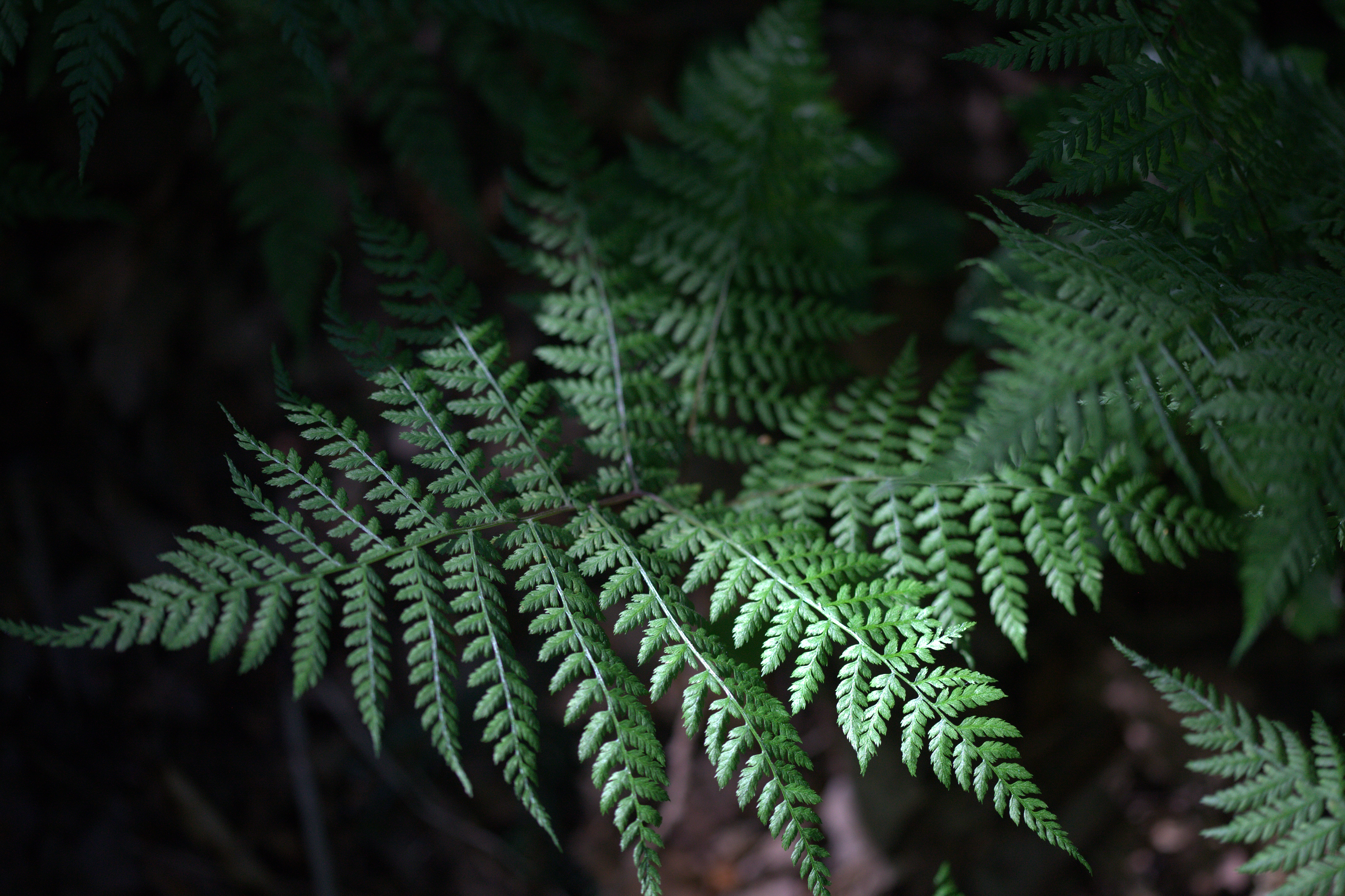
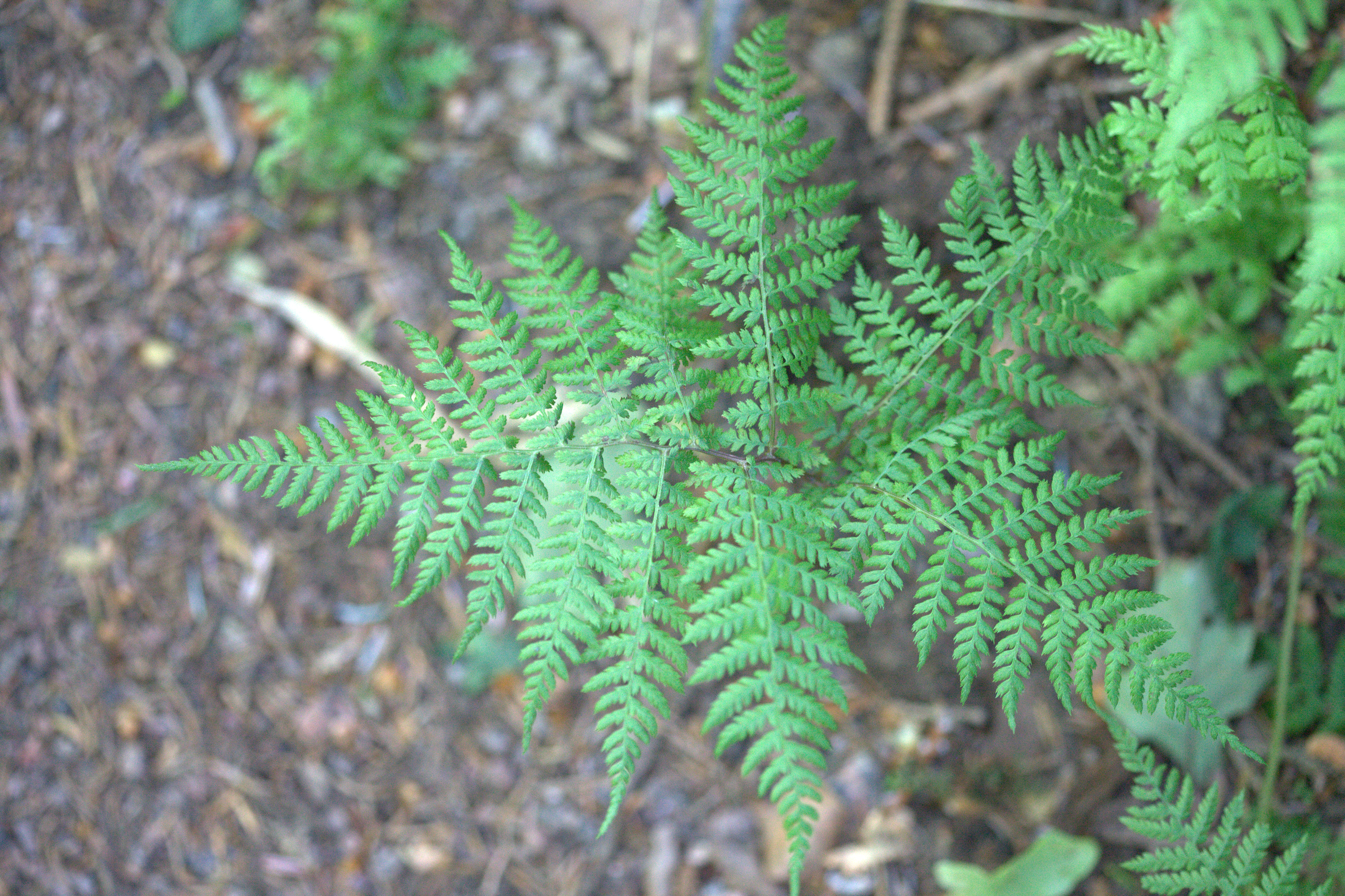
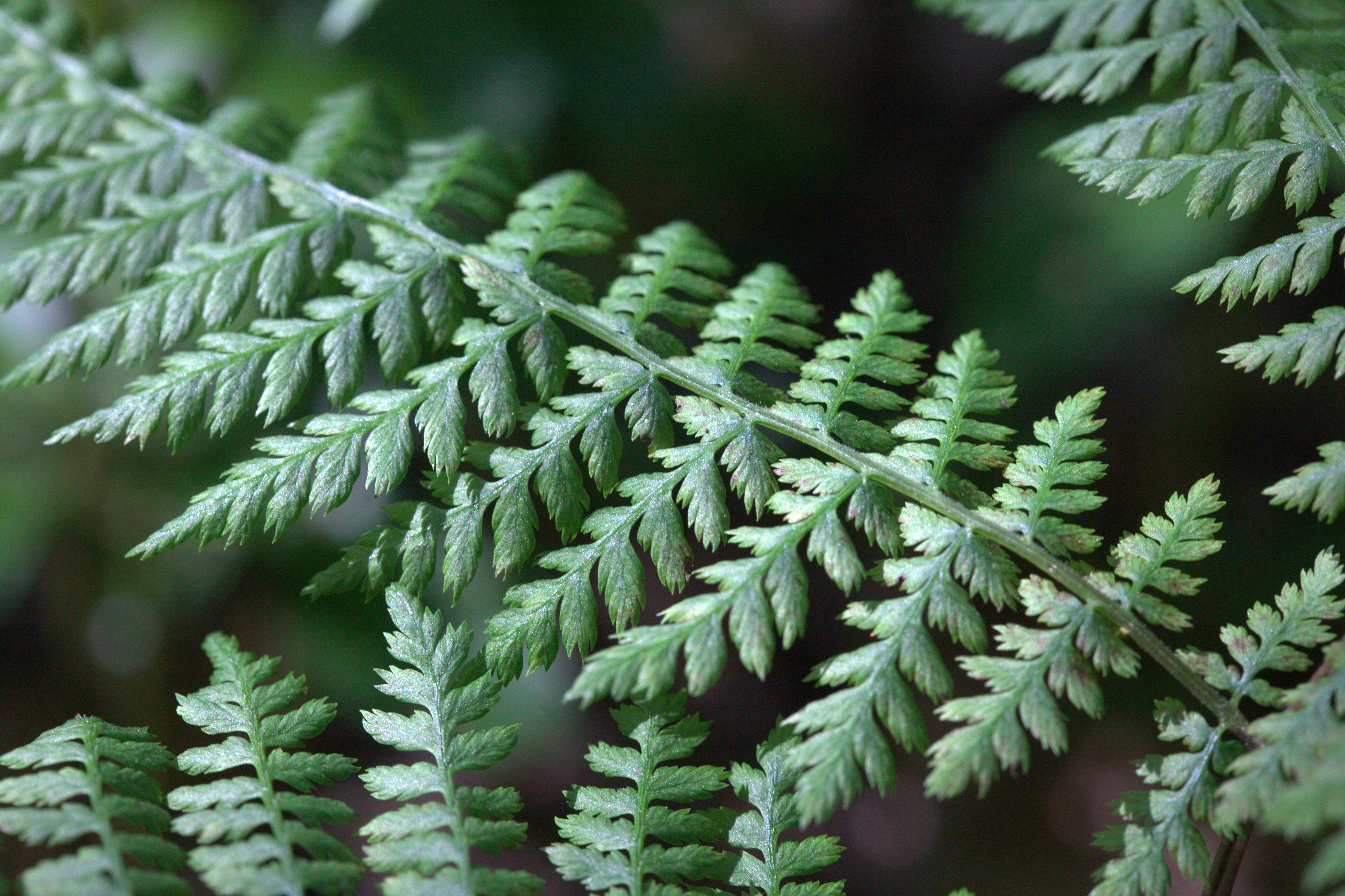
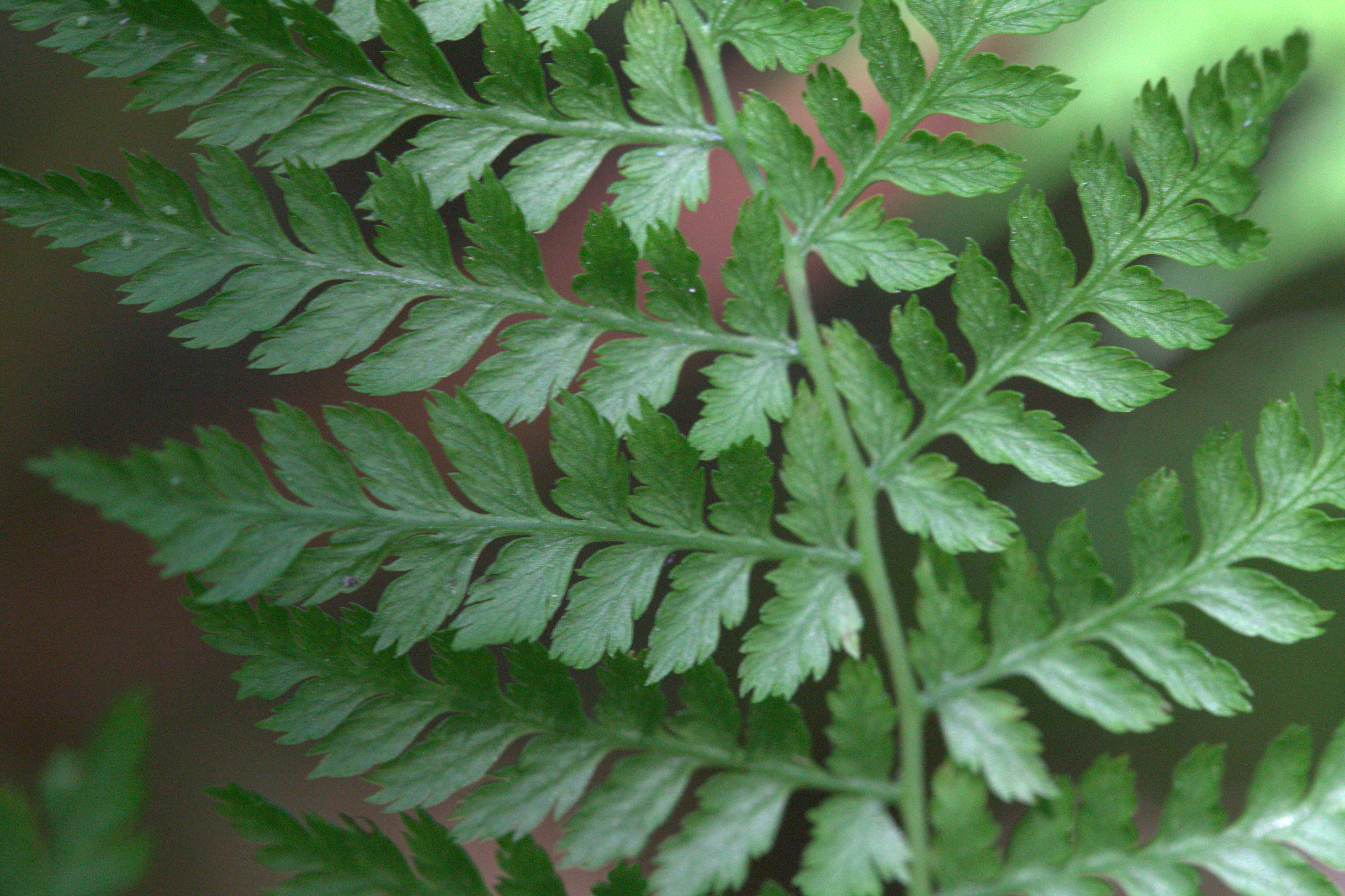